# Akshobhya

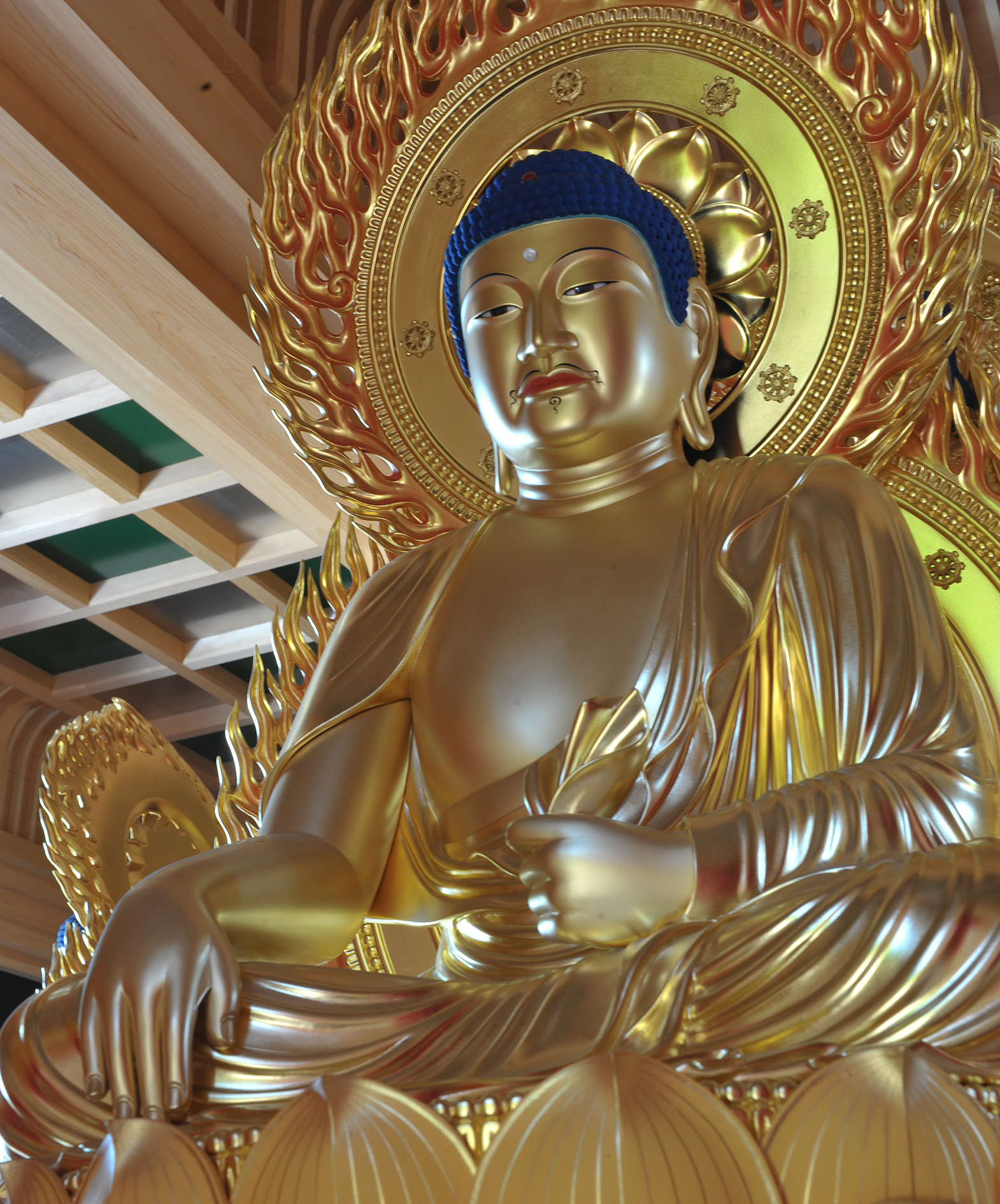
Ashuku Nyorai, Renge-in Tanjō-ji ('geboorte' tempel), Shingon Risshu, Shingon Vinaya school, Shingon boeddhisme, Japan

Akshobhya (of Vajrasattva) is een van de vijf dhyani-Boeddha's van het mahayana-boeddhisme. Deze boeddha zit in het oosten van het boeddhaland. Akshobhya wordt soms verward met Acala uit het tantrisch boeddhisme. De gade van Akshobhya is Mamaki en hij wordt meestal vergezeld door twee olifanten. Deze boeddha wordt afgebeeld als blauwkleurig en zijn attributen zijn onder andere de bel, drie gewaden, een staf, een juweel, een lotus, een gebedsmolen en een zwaard.
Het oudste geschrift dat over Akshobhya vertelt, is het Schrift van Boeddhaland van Akshobhya, dat stamt uit de 2e eeuw n.Chr.